# Thug Life
Thug Life — американський реп-гурт, що видав один студійний альбом, Thug Life: Volume 1 (1994). Платівка не містить треків з участю Kato. Йому присвячено «How Long Will They Mourn Me?».

## Історія
Колектив сформували Тупак і Ренді «Stretch» Вокер. У 1992 Тупак познайомився з Тайруссом «Little Psycho» Гаймсом. Вони записали пісню «Thug Life», незабаром після цього останній приєднався до гурту під псевдонімом Big Syke. Пізніше до складу увійшли Macadoshis, Rated R та зведений брат Тупака, Мопрім.

## Смерть Stretch
30 листопада 1995 вбили Stretch: 3 чоловіки під'їхали до його зеленого мінівена на 112-ту Авеню й 209-ту Стріт у Квінз-Вілледж та вистрілили йому 4 рази у спину. Мінівен урізався в дерево та вдарив припарковане авто, після чого перекинувся. Stretch убили рівно за рік після стрілянини в Тупака на студії Quad Studio, що у Нью-Йорку. Останній підозрював Вокера, котрий був присутнім під час нападу, у зраді. У 2007 поінформоване джерело повідомило нібито Вокер пограбував наркодилера на 10 кг, що й послугувало причиною вбивства.

## Учасники
- 2Pac (також відомий як Makaveli) (пом. 1996)
- Big Syke (також відомий як Mussolini, Little Psycho) (пом. 2016)
- Mopreme (також відомий як Mocedes, The Wycked, Komani)
- Macadoshis
- Rated R
- Stretch (пом. 1995)
- Kato (пом. 1993)

## Дискографія
- 1994: Thug Life: Volume 1